# Poluninius
Poluninius is een geslacht van kevers uit de familie glimwormen (Lampyridae). Het geslacht werd voor het eerst wetenschappelijk beschreven in 2013 door Ballantyne.

## Soorten
- Poluninius selangoriensis Ballantyne in Ballantyne and Lambkin, 2013